# Friederike Linke
Friederike Linke (* 1981 in Halle (Saale)) ist eine deutsche Theater- und Fernsehschauspielerin.

## Leben und Karriere
Linke wurde in Halle geboren und floh im Sommer 1989 im Alter von 8 Jahren mit ihren Eltern und ihrer Schwester aus der DDR. Sie ist in Recklinghausen aufgewachsen. Ihr Interesse an der Schauspielerei wurde durch ihre Großmutter gefördert, die sie früher oft ins Theater mitnahm.
Nach dem Abitur studierte Linke von 2000 bis 2004 in Köln an der Arturo Schauspielschule. 2003 stand sie im Theater an der Ruhr erstmals auf der Bühne und ist seitdem auch im Fernsehen und Kino zu sehen. Anschließend war sie von 2004 bis 2008 am Schleswig-Holsteinischen Landestheater engagiert.
Zwischen 2006 und 2015 spielte sie in der Filmreihe Unter anderen Umständen an der Seite von Natalie Wörner die Rolle der Frida Tiesen. Von 2008 bis 2010 gehörte sie zum Ensemble des Jungen Schauspielhauses Düsseldorf. 2011 war sie in dem Kinofilm Ameisen gehen andere Wege zu sehen. 2014 spielte sie im Tatort: Der Fall Reinhardt mit und 2015 war sie in der Tatortfolge Côte d’Azur neben Eva Mattes und Sebastian Bezzel zu sehen. Von 2018 bis 2021 verkörperte sie die Stationschefin Alexandra Lundqvist in der ARD-Serie In aller Freundschaft – Die Krankenschwestern.
2019 stellte sie in der ZDF-Serie Tonio & Julia eine Schlaganfallpatientin da. Im Zuge der Vorbereitung auf diese Rolle besuchte sie den Verein Schlaganfallhilfe Bergisch Land e. V. Seitdem engagiert sie sich als Botschafterin und absolvierte eine Ausbildung zur Schlaganfallhelferin. Seit 2020 spielt sie in der Filmreihe Ein Tisch in der Provence die Hauptrolle. 2022 und 2023 war sie an der Seite von Meike Droste, Susan Hoecke, Elmira Rafizadeh und Alice Dwyer in zwei Staffeln der Fernsehserie Wendehammer zu sehen.
Linke ist mit dem Tänzer und Choreografen Takao Baba verheiratet, den sie am Jungen Schauspielhaus Düsseldorf kennengelernt hat. Sie haben zwei gemeinsame Kinder und leben in Düsseldorf.

## Inszenierungen
- 2003: Romeo und Julia (Theater an der Ruhr)
- 2007: Wer hat Angst vor Virginia Woolf? (Schleswig-Holsteinisches Landestheater)
- 2007: Das Maß der Dinge (Schleswig-Holsteinisches Landestheater)
- 2008: Die Buddenbrooks (Schleswig-Holsteinisches Landestheater)
- 2008: Die Dreigroschenoper (Schleswig-Holsteinisches Landestheater)
- 2008: Don Karlos (Düsseldorfer Schauspielhaus)
- 2009: Die Leiden des jungen Werthers (Düsseldorfer Schauspielhaus)
- 2010: Alice im Wunderland (Düsseldorfer Schauspielhaus)
- 2011: Aussetzer (Düsseldorfer Schauspielhaus)
- 2011: Demian (Düsseldorfer Schauspielhaus)
- 2015: Dimensionen (Düsseldorfer Schauspielhaus)
- 2019: Supergutman (Theater Aachen)

## Filmografie (Auswahl)
- 2001: Verbotene Liebe (Fernsehserie, 2 Folgen)
- 2003: Brazzo (Kurzfilm)
- 2004: Ganzes Glück
- 2003: Die Zeit steht still (Kurzfilm)
- 2004 Mitfahrgelegenheit (Kurzfilm)
- 2006: Da kommt Kalle (Fernsehserie, 1 Folge)
- 2006–2015: Unter anderen Umständen (Fernsehreihe)
  - 2006: Unter anderen Umständen
  - 2007: Bis dass der Tod euch scheidet
  - 2008: Böse Mädchen
  - 2009: Auf Liebe und Tod
  - 2010: Tod im Kloster
  - 2012: Spiel mit dem Feuer
  - 2013: Der Mörder unter uns
  - 2015: Das verschwundene Kind
- 2008: Hallo Robbie! (Fernsehserie, 1 Folge)
- 2010:  Wie einst Lilly (Fernsehreihe)
- 2011: Ameisen gehen andere Wege
- 2012: Mord mit Aussicht (Fernsehserie, 1 Folge)
- 2012: Der letzte Bulle (Fernsehserie, 1 Folge)
- 2013: Heiter bis tödlich – Wenckes Verbrecher
- 2013: Tatort: Der Fall Reinhardt
- 2013: Wilsberg: Hengstparade (Fernsehreihe)
- 2013: Tatort: Mord ist die beste Medizin
- 2013: Marie Brand und die offene Rechnung (Fernsehreihe)
- 2014: Die letzte Instanz
- 2014: Der Bergdoktor (Fernsehserie, Folge: Ein kaltes Herz)
- 2015: Der Alte – Innere Werte
- 2015: SOKO Stuttgart (Fernsehserie, 1 Folge)
- 2015: Rentnercops (Fernsehserie, 1 Folge)
- 2015: Ein starkes Team: Stirb einsam!
- 2015: Tatort: Côte d’Azur
- 2015: Liebe am Fjord – Unterm Eis
- 2016: Böser Wolf – Ein Taunuskrimi (Miniserie, 2 Folgen)
- 2016: Emma nach Mitternacht – Der Wolf und die sieben Geiseln
- 2016: Wo warst du (Kurzfilm)
- 2016: Heldt – Die Kakerlake
- 2016: SOKO Leipzig – Vermisstes Kind
- 2016: Nord Nord Mord – Clüver und der tote Koch (Fernsehreihe)
- 2016: Herzensbrecher – Vater von vier Söhnen – Zerbrechliches Glück
- 2016: Lena Lorenz (Fernsehserie, 1 Folge)
- 2017: Friesland: Krabbenkrieg
- 2017: SOKO Wismar – Ein nachhaltiger Tod
- 2017: Sechs Richtige und Ich (Fernsehfilm)
- 2018, 2021, 2025: Bettys Diagnose (Fernsehserie, 3 Folgen)
- 2018: Katie Fforde – Familie auf Bewährung
- 2018, 2024: In aller Freundschaft (Fernsehserie, 2 Folgen)
- 2018: Marie Brand und das Verhängnis der Liebe
- 2018–2021: In aller Freundschaft – Die Krankenschwestern (Fernsehserie, 10 Folgen)
- 2019: Die Klempnerin (Fernsehserie, 1 Folge)
- 2019: Tonio & Julia (Fernsehserie, 1 Folge)
- 2019: Das Märchen von den zwölf Monaten (Märchenfilm)
- seit 2020: Ein Tisch in der Provence:
  - 2020: Ärztin wider Willen
  - 2020: Hoffnung auf Heilung
  - 2021: Zwei Ärzte im Aufbruch
  - 2021: Unverhoffte Töchter
- 2020: Um Himmels Willen – Familienkrise
- 2020: Morden im Norden (Fernsehserie, 1 Folge)
- 2021: Alarm für Cobra 11 – Die Autobahnpolizei – Stiller Schmerz
- 2022: SOKO Köln (Fernsehserie, Folge Über dem Gesetz)
- 2022–2023: Wendehammer (Fernsehserie, 12 Folgen)
- 2023: Ein Sommer auf Kreta
- 2023: Rosamunde Pilcher: Amys Wunschkind (Fernsehreihe)
- 2023: Die Bergretter (Fernsehserie, 1 Folge)
- 2024: Wilsberg: Datenleck
- 2024: Das Traumschiff: Argentinien (Fernsehreihe)
- 2025: SOKO Leipzig: Gas, Wasser, Lügen (Fernsehserie)

## Auszeichnung
- 2005: Rendsburger Theaterpreis